# Henry Petty-Fitzmaurice, V marchese di Lansdowne
Henry Petty-Fitzmaurice,  quinto marchese di Lansdowne, noto come Lansdowne (Henry Charles Keith Petty-Fitzmaurice, 5th Marquess of Lansdowne; Londra, 14 gennaio 1845 – Clonmel, 3 giugno 1927), è stato un politico britannico.

## Biografia
Ministro della guerra (dal 1895 al 1900) e ministro degli esteri (dal 1900 al 1905) del Regno Unito. Fu esponente del Partito Liberale ma si impegnò affinché l'Irlanda rimanesse nel Regno Unito. Promosse la fine dell'isolamento politico della Gran Bretagna consentendo l'alleanza con il Giappone (1902) e l'Entente cordiale con la Francia (1904).

### Prima delForeign Office
Di famiglia originaria dell'Irlanda e di madre francese, Lansdowne fu esponente del Partito Liberale e ricoprì cariche di governo con William Ewart Gladstone fra il 1868 e il 1874. In questi anni fu Lord al Tesoro (Junior Lord of Treasury) e sottosegretario di Stato alla Guerra, dando poi le dimissioni per divergenze sulla questione irlandese. Possidente terriero in Irlanda fu unionista. Si impegnò, cioè, a conservare l'Irlanda nel Regno Unito.
Fu governatore generale del Canada dal 1883 al 1888 e viceré dell'India dal 1888 al 1893. Lasciò il Partito Liberale quando, nel 1886, Gladstone presentò la legge per l'autogoverno dell'Irlanda (Irish Home Rule bills), divenendo uno dei leader del nuovo gruppo liberale unionista.
Lansdowne fu ministro della Guerra nel governo di coalizione conservatore e liberale-unionista di Robert Salisbury dal 1895 fino al 1900, anno in cui divenne ministro degli Esteri (Foreign Office). Il passaggio avvenne nel pieno della seconda guerra boera, dopo che Lansdowne era divenuto il capro espiatorio delle manchevolezze del ministero della Guerra. Come ministro degli Esteri Lansdowne sostituì lo stesso Salisbury che occupava quella carica assieme a quella di Primo ministro.

### La politica estera (1900-1905)
Le guerre boere determinarono forti diffidenze nei confronti della Gran Bretagna che, di fronte ai patti della Triplice alleanza (1882) e dell'Alleanza franco-russa (1893), decise di abbandonare il suo “splendido isolamento”.

#### I rapporti con la Germania

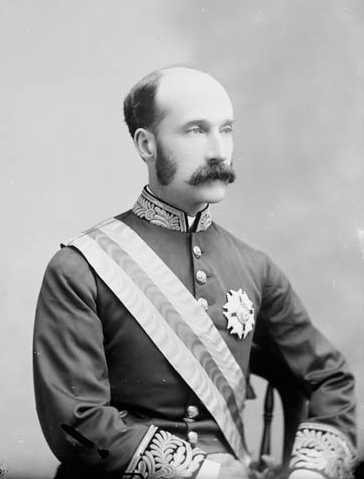
Lansdowne nel 1887

Ancora prima di passare agli Esteri, Lansdowne, si era impegnato in trattative con l'ambasciatore tedesco a Londra, Paul von Hatzfeldt per un'eventuale alleanza fra la Gran Bretagna e la Germania. I colloqui, protrattisi dall'autunno del 1899 fino all'estate del 1901, furono, però, sempre definiti da parte inglese come confidenziali e puramente personali.
Il 18 marzo 1900, Lansdowne chiedeva ad un collaboratore di Hatzfeld, Hermann von Eckardstein, «se fosse possibile concretare una convenzione difensiva, a lunga scadenza, fra Inghilterra e Germania». Berlino rispose che avrebbe dovuto coinvolgere nella decisione le altre due potenze della Triplice Alleanza (Austria-Ungheria e Italia). Lansdowne, invece, ci teneva, a scendere subito nei dettagli, tanto che il segretario permanente al Foreign Office, Thomas Sanderson (1841–1923), fu incaricato di preparare un progetto di trattato. I colloqui continuarono nonostante lo scetticismo del Primo ministro Salisbury e del Cancelliere tedesco Bernhard von Bülow. Scetticismo che non pregiudicò la carriera di Lansdowne, che il 12 novembre 1900 passò alla direzione del Foreign Office.
Nel 1901, di fronte alle intenzioni russe sulla Manciuria, che procurarono allarme a Londra, Eckardstein, fece osservare a Lansdowne che un'alleanza difensiva anglo-tedesca sarebbe riuscita a localizzare un eventuale conflitto russo-giapponese (che in effetti scoppiò qualche anno dopo). Ma la tensione fra Gran Bretagna e Germania, determinata dalla seconda guerra boera (i tedeschi simpatizzavano apertamente per i boeri) portò ad un ulteriore raffreddamento dei colloqui, fin quando, poco prima di Natale, morto Hatzfeld, Lansdowne comunicò che il governo di Sua Maestà non riteneva il momento favorevole per accettare la proposta tedesca.

#### Il Trattato Hay-Pauncefote
Sul finire del periodo delle trattative con la Germania, Lansdowne riuscì a concludere un trattato che consentiva agli Stati Uniti di procedere nella costruzione del Canale di Panama. L'accordo, che prese il nome dall'ambasciatore inglese Julian Pauncefote (1828-1902) e dal ministro statunitense John Hay che lo firmarono, fu concluso a Washington il 18 novembre 1901. L'accordo fu fermamente voluto da Lansdowne nella speranza che gli Stati Uniti diventassero una potenza amica. Negli anni seguenti, la Gran Bretagna cercò di garantirsi sempre più l'appoggio americano in Estremo Oriente e nel 1905 il presidente Theodore Roosevelt parlò di identità di interessi tra i due Paesi in quella zona del mondo.

#### L'alleanza con il Giappone

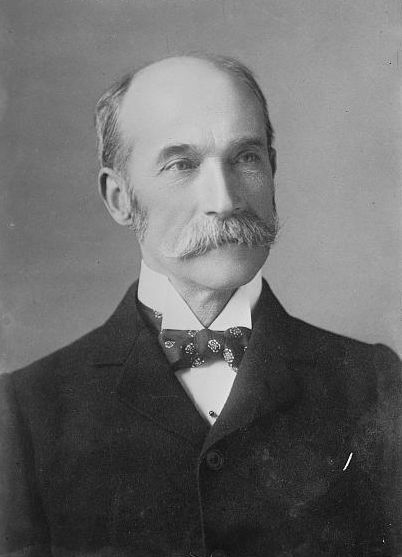
Lord Lansdowne in età matura

Deciso a far uscire la Gran Bretagna dall'isolamento, dopo il fallimento delle trattative con la Germania, Lansdowne dapprima si volse verso il Giappone, poi verso la Francia. Il 31 luglio 1901 il ministro inglese comunicò all'ambasciatore giapponese Tadasu Hayashi (1850–1913) che il governo di Tokyo lo avrebbe trovato pronto a trattare in merito alla possibilità di un'intesa fra i due Paesi. Dopo qualche esitazione da parte giapponese, il 30 gennaio 1902, vennero apposte le firme al trattato che stabiliva la neutralità in caso di attacco esterno ad una delle nazioni contraenti, e il soccorso reciproco in caso di attacco da parte di più potenze ad una delle due nazioni contraenti.
L'alleanza, che definiva anche le sfere d'interesse delle due nazioni in Estremo Oriente (la Corea per il Giappone e la Cina per la Gran Bretagna) fu rinnovata e rafforzata da Lansdowne il 12 agosto 1905 a Londra (sul finire della guerra russo-giapponese). Questo secondo trattato fu ancora più vincolante, obbligando le due potenze a portarsi in aiuto “in qualità di belligerante” in caso una delle due fosse attaccata anche da una sola potenza nemica.

#### I rapporti con la Russia
L'alleanza con il Giappone contribuì a tutelare i possedimenti coloniali inglesi in Asia. Nel timore di un risentimento russo, Lansdowne scrisse all'ambasciatore francese a Londra Paul Cambon: «Siamo estremamente desiderosi che il governo russo non veda nella nuova alleanza un segno di ostilità a suo riguardo [...] Il nostro accordo con il Giappone non esclude affatto, secondo me, l'idea di un'intesa amichevole con la Russia nelle regioni in cui gli interessi delle due potenze si trovano in contatto». Furono le premesse per l'accordo anglo-russo per l'Asia che il successore di Lansdowne, Edward Grey, concluse nel 1907.

#### L'Entente cordiale
Di fronte al riarmo di Berlino, la Gran Bretagna si trovò nella necessità di dover concludere un accordo anche in Europa. Esclusa la Russia, con la quale sussistevano ancora tensioni in relazione al “Grande gioco” in Asia, Lansdowne cominciò a gestire dal 1902 difficili trattative con la Francia e l'8 aprile 1904 fu firmata l'Entente cordiale.
Pur trattandosi di un accordo per la spartizione delle rispettive zone d'influenza coloniale e non di una vera e propria alleanza, l'intesa, segnò un notevole e decisivo avvicinamento politico fra le due potenze.
Dall'Entente cordiale scaturì la crisi di Tangeri (1905) fra Francia e Germania, durante la quale Lansdowne comunicò, in diverse occasioni, all'ambasciatore francese Paul Cambon l'invito a considerare «la conclusione di una intesa generale tra la Gran Bretagna e la Francia per far fronte a tutte le eventualità». L'invito fu accolto molto positivamente dal ministro degli Esteri francese Théophile Delcassé che nutriva una forte avversione per la Germania e che vedeva nel comunicato di Lansdowne la base per l'inizio di trattative che avrebbero potuto condurre ad una vera alleanza con la Gran Bretagna. Ma il pericolo di un attacco della Germania contro la Francia alla diffusione della notizia di eventuali accordi preliminari, determinò per il presidente del Consiglio francese Maurice Rouvier la decisione di interrompere qualsiasi trattativa con Londra.
Probabilmente per questo, quando cominciarono a circolare le voci di accordi per un'alleanza anglo-francese, Lansdowne si affrettò a chiamare l'ambasciatore tedesco a Londra, Paul Metternich, per comunicargli la più decisa smentita.

### La politica interna (1905-1914)
Caduto Arthur Balfour, che era succeduto a Robert Salisbury nella guida del governo di coalizione unionista, Lansdowne nel 1905 passò all'opposizione.
Durante questo periodo si trovò ancora alleato dei Conservatori per contrastare le iniziative dei primi ministri Campbell-Bannerman e Asquith. Partecipò, senza successo, ad accese lotte politiche: contro le imposte fondiarie disposte per sostenere il riarmo navale (1909), contro il Parliament Act che abolì il veto della Camera dei Lord (1911) e contro la legge per l'autogoverno dell'Irlanda (Irish Home Rule Act) che fu approvata ma non entrò in vigore per lo scoppio della prima guerra mondiale.

### La prima guerra mondiale (1914-1918)
Quando la Germania dichiarò guerra alla Russia, il 1º agosto 1914, e fu chiaro che la Francia sarebbe stata coinvolta nel conflitto, Lansdowne, assieme ai conservatori e a diversi esponenti liberali (Asquith, Grey, Churchill, Haldane, ecc) si schierò per l'intervento della Gran Bretagna in caso di attacco tedesco alla Francia.
Il conservatore Andrew Bonar Law dopo un colloquio con Lansdowne scrisse al premier Herbert Asquith la mattina del 2 agosto, il giorno della mobilitazione dell'esercito francese: «Lord Lansdowne ed io sentiamo il dovere di informarvi che, a parere così nostro come di tutti i colleghi che abbiamo potuto consultare, sarebbe fatale per l'onore e per la sicurezza del Regno Unito di esitare a sostenere Francia e Russia nella presente congiuntura, ed offriamo al governo il nostro appoggio senza esitazione per qualsiasi misura esso consideri all'uopo necessaria». Il giorno dopo Berlino dichiarò guerra a Parigi e l'esercito tedesco invase il Belgio. Il 4 agosto la Gran Bretagna dichiarava guerra alla Germania.
Durante il conflitto Lansdowne fece parte, come ministro senza portafoglio, del secondo governo Asquith che dal maggio 1915 al dicembre 1916, raccolse esponenti di tutti i partiti.
Al termine del 1916, di fronte alla carneficina del fronte occidentale, affrontò l'impopolarità e l'incomprensione quando, attraverso un memorandum, propose di trattare la pace con la Germania, in un momento in cui questa sembrava poter vincere.
Il 28 novembre 1917, in una lettera pubblicata sul Daily Telegraph, sostenne la necessità di giungere quanto prima ad una pace negoziata chiedendo agli alleati dell'Intesa una definizione degli scopi della guerra, di modo da rassicurare la Germania che non si voleva la sua distruzione. La lettera, che conteneva anche un incitamento per una lega di nazioni, suscitò scalpore e provocò la costituzione di un comitato per discutere i problemi sollevati.
Lord Lansdowne morì in Irlanda dove era proprietario di grandi possedimenti, a Clonmel, il 3 giugno 1927.

### Il matrimonio
Lansdowne sposò l'8 novembre 1869 Maud Hamilton, figlia di James Hamilton, I duca di Abercorn e di Louisa Jane Russell. Ebbero 4 figli:
- Evelyn FitzMaurice che sposò Victor Cavendish, IX duca di Devonshire con cui ebbe sette figli;
- Henry Petty-Fitzmaurice, VI marchese di Lansdowne;
- Charles Petty-Fitzmaurice (12 febbraio 1874-30 ottobre 1914) che sposò Lady Violet Elliot-Murray-Kynynmound con la quale ebbe due figli;
- Beatrix Beauclerk (25 marzo 1877-5 agosto 1953) che sposò Henry Beresford, VI marchese di Waterford con la quale sei figli.

## Ascendenza
|                                                       |                                            |                                                 | Genitori                                         |  |  | Nonni |  |  | Bisnonni                                |  |  | Trisnonni                                        |  |
|                                                       |                                            |                                                 |                                                  |  |  |       |  |  | 8. William Petty, II conte di Shelburne |  |  | 16. John Petty-Fitzmaurice, I conte di Shelburne |  |
|                                                       |                                            |                                                 |                                                  |  |  |       |  |  | 8. William Petty, II conte di Shelburne |  |  | 16. John Petty-Fitzmaurice, I conte di Shelburne |  |
|                                                       |                                            | 17. Anne Petty                                  |                                                  |  |  |       |  |  | 8. William Petty, II conte di Shelburne |  |  |                                                  |  |
| 4. Henry Petty-Fitzmaurice, III marchese di Lansdowne |                                            |                                                 |                                                  |  |  |       |  |  | 8. William Petty, II conte di Shelburne |  |  |                                                  |  |
|                                                       |                                            | 9. Louisa FitzPatrick                           | 18. John FitzPatrick, I conte di Upper Ossory    |  |  |       |  |  |                                         |  |  |                                                  |  |
|                                                       |                                            | 9. Louisa FitzPatrick                           | 18. John FitzPatrick, I conte di Upper Ossory    |  |  |       |  |  |                                         |  |  |                                                  |  |
|                                                       |                                            | 9. Louisa FitzPatrick                           | 19. Evelyn Leveson-Gower                         |  |  |       |  |  |                                         |  |  |                                                  |  |
| 2. Henry Petty-FitzMaurice, IV marchese di Lansdowne  |                                            | 9. Louisa FitzPatrick                           |                                                  |  |  |       |  |  |                                         |  |  |                                                  |  |
|                                                       |                                            | 10. Henry Fox-Strangways, II conte di Ilchester | 20. Stephen Fox-Strangways, I conte di Ilchester |  |  |       |  |  |                                         |  |  |                                                  |  |
|                                                       |                                            | 10. Henry Fox-Strangways, II conte di Ilchester | 20. Stephen Fox-Strangways, I conte di Ilchester |  |  |       |  |  |                                         |  |  |                                                  |  |
|                                                       |                                            | 10. Henry Fox-Strangways, II conte di Ilchester | 21. Elizabeth Horner                             |  |  |       |  |  |                                         |  |  |                                                  |  |
| 5. Louisa Fox-Strangways                              |                                            | 10. Henry Fox-Strangways, II conte di Ilchester |                                                  |  |  |       |  |  |                                         |  |  |                                                  |  |
|                                                       |                                            | 11. Maria Teresa O'Grady                        | 22. Standish O'Grady                             |  |  |       |  |  |                                         |  |  |                                                  |  |
|                                                       |                                            | 11. Maria Teresa O'Grady                        | 22. Standish O'Grady                             |  |  |       |  |  |                                         |  |  |                                                  |  |
|                                                       |                                            | 11. Maria Teresa O'Grady                        | 23. Mary Hungerford                              |  |  |       |  |  |                                         |  |  |                                                  |  |
| 1. Henry Petty-Fitzmaurice, V marchese di Lansdowne   |                                            | 11. Maria Teresa O'Grady                        |                                                  |  |  |       |  |  |                                         |  |  |                                                  |  |
|                                                       | 12. Charles-Maurice de Talleyrand-Périgord | 24. Charles-Daniel de Talleyrand-Périgord       |                                                  |  |  |       |  |  |                                         |  |  |                                                  |  |
|                                                       | 12. Charles-Maurice de Talleyrand-Périgord | 24. Charles-Daniel de Talleyrand-Périgord       |                                                  |  |  |       |  |  |                                         |  |  |                                                  |  |
|                                                       | 12. Charles-Maurice de Talleyrand-Périgord | 25. Alexandrine Victoire Eléonore Damas         |                                                  |  |  |       |  |  |                                         |  |  |                                                  |  |
| 6. Charles Joseph, conte de Flahaut                   | 12. Charles-Maurice de Talleyrand-Périgord |                                                 |                                                  |  |  |       |  |  |                                         |  |  |                                                  |  |
|                                                       |                                            | 13. Adelaide Filleul                            | 26. Étienne Michel Bouret                        |  |  |       |  |  |                                         |  |  |                                                  |  |
|                                                       |                                            | 13. Adelaide Filleul                            | 26. Étienne Michel Bouret                        |  |  |       |  |  |                                         |  |  |                                                  |  |
|                                                       |                                            | 13. Adelaide Filleul                            | 27. Irène du Buisson de Longpré                  |  |  |       |  |  |                                         |  |  |                                                  |  |
| 3. Emily Petty-FitzMaurice, marchesa di Lansdowne     |                                            | 13. Adelaide Filleul                            |                                                  |  |  |       |  |  |                                         |  |  |                                                  |  |
|                                                       |                                            | 14. George Elphinstone, I visconte Keith        | 28. Charles Elphinstone, X Lord Elphinstone      |  |  |       |  |  |                                         |  |  |                                                  |  |
|                                                       |                                            | 14. George Elphinstone, I visconte Keith        | 28. Charles Elphinstone, X Lord Elphinstone      |  |  |       |  |  |                                         |  |  |                                                  |  |
|                                                       |                                            | 14. George Elphinstone, I visconte Keith        | 29. Clementina Fleming                           |  |  |       |  |  |                                         |  |  |                                                  |  |
| 7. Margaret Mercer Elphinstone                        |                                            | 14. George Elphinstone, I visconte Keith        |                                                  |  |  |       |  |  |                                         |  |  |                                                  |  |
|                                                       |                                            | 15. Jane Mercer                                 | 30. William Mercer                               |  |  |       |  |  |                                         |  |  |                                                  |  |
|                                                       |                                            | 15. Jane Mercer                                 | 30. William Mercer                               |  |  |       |  |  |                                         |  |  |                                                  |  |
|                                                       |                                            | 15. Jane Mercer                                 | 31. Margaret Murray                              |  |  |       |  |  |                                         |  |  |                                                  |  |
|                                                       |                                            | 15. Jane Mercer                                 |                                                  |  |  |       |  |  |                                         |  |  |                                                  |  |